# Sepia dubia
Sepia dubia är en bläckfiskart som beskrevs av Adam och Rees 1966. Sepia dubia ingår i släktet Sepia och familjen Sepiidae. IUCN kategoriserar arten globalt som otillräckligt studerad. Inga underarter finns listade i Catalogue of Life.